# Campionato mondiale di calcio 2002
Il campionato mondiale di calcio 2002 o Coppa del Mondo FIFA 2002 (in coreano: 2002년 FIFA 월드컵, 2002nyeon FIFA woldeukeob, in giapponese: 2002 FIFAワールドカップ, 2002 FIFA wārudokappu, in inglese: 2002 FIFA World Cup), noto anche come Corea del Sud-Giappone 2002, è stato la diciassettesima edizione della massima competizione per le rappresentative di calcio (squadre comunemente chiamate "nazionali") maschili maggiori delle federazioni sportive affiliate alla FIFA.
Si tenne in Corea del Sud e in Giappone dal 31 maggio al 30 giugno 2002.
Primo campionato mondiale a tenersi in Asia nonché primo a dividersi su due paesi organizzatori, fu anche l'ultimo a vedere la partecipazione automatica della squadra campione uscente che, dall'edizione successiva, dovette partecipare come tutte le altre alle qualificazioni. Fu anche l'ultima edizione a prevedere il golden goal (ufficialmente soppresso due anni più tardi) nelle fasi a eliminazione diretta, la prima a permettere 23 convocazioni per squadra nazionale invece di 22 e l'ultima in cui si disputò l'incontro d'apertura con la squadra campione uscente; dal successivo torneo, infatti, tale diritto sarebbe spettato alla squadra del paese ospitante. Come inno di questa edizione fu scelta la canzone Boom della cantante statunitense Anastacia.
A laurearsi campione mondiale fu il Brasile, alla sua terza finale consecutiva, che batté la Germania con il punteggio di 2-0; per i sudamericani si trattò del loro quinto (e ad oggi ultimo) titolo mondiale, nessuno dei quali conquistato da paese organizzatore.
Miglior marcatore del torneo fu il brasiliano Ronaldo, autore di 8 reti, due delle quali marcate nella finale.
Arbitro della finale fu Pierluigi Collina, secondo italiano a dirigere la gara per il titolo in un campionato mondiale, 24 anni dopo Sergio Gonella nel 1978 in Argentina.
Il Mondiale fu inoltre caratterizzato da numerose controversie, in particolare su alcuni arbitraggi.

## Assegnazione e pallone ufficiale

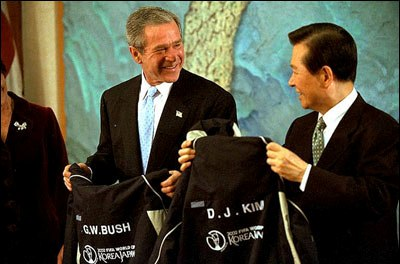
Il presidente statunitense George W. Bush e il presidente sudcoreano Kim Dae-Jung esibiscono le loro maglie personalizzate in occasione del mondiale, durante un incontro avvenuto a Seul il 20 febbraio 2002

Come deciso dalla FIFA il 31 maggio 1996 a Zurigo, per la prima volta nella storia i campionati mondiali di calcio sarebbero stati organizzati da due Paesi. Questo significava che per la prima volta le squadre ammesse di diritto alla fase a gironi sarebbero state tre: la Corea del Sud, il Giappone (entrambe ospitanti) e la Francia campione del mondo in carica. Sarebbe stato anche il primo mondiale svolto fuori dall'Europa e dall'America.
Nello stesso anno la Corea del Nord si disse disponibile a organizzare il mondiale congiuntamente con la Corea del Sud. Era la prima volta che lo Stato nordcoreano, noto per il suo opprimente governo dittatoriale di ideologia comunista e l'isolamento internazionale da esso imposto, apriva le porte a un evento di portata mondiale (a eccezione delle Olimpiadi di Seul del 1988, in cui però il paese aveva più che altro cercato di imporre l'organizzazione congiunta). Il presidente della FIFA Sepp Blatter si disse contento dell'interesse, ma dichiarò che la proposta sarebbe stata accettata soltanto se ci fosse realmente stata intesa tra le due Coree. La federazione calcistica mondiale era accondiscendente a causa della potenziale opportunità di disputare partite di rilievo in alcuni impianti sportivi di grande capienza della Corea del Nord, tra cui il Rungrado May Day Stadium di Pyongyang, da 150 000 posti, il più grande stadio del mondo, che avrebbe potuto ospitare la finale.
Dopo diversi incontri tra le delegazioni delle due Coree, la Corea del Sud ha ufficializzato la candidatura congiunta con il solo Giappone, precisando che la scelta era dovuta alla difficile situazione politica in Corea del Nord, che avrebbe reso difficile l'approdo di turisti nel paese, e allo sviluppo economico e industriale tra i più poveri del mondo.
All'epoca dell'assegnazione, il Giappone non si era mai qualificato per un'edizione del mondiale (la prima a cui prese parte fu Francia '98), analogamente all'Italia nel 1934 e al Qatar nel 2022.
L'assegnazione del torneo in Estremo Oriente rappresentò una sorta di problema per i cittadini europei, abituati nelle edizioni precedenti a guardare le partite in televisione a orari pomeridiani o serali. Con i match in programma al mattino, a causa del fuso orario, molte scuole e uffici in Europa scelsero di aprire più tardi o, nel caso di incontri posti in prossimità dell'ora di pranzo, di chiudere prima.

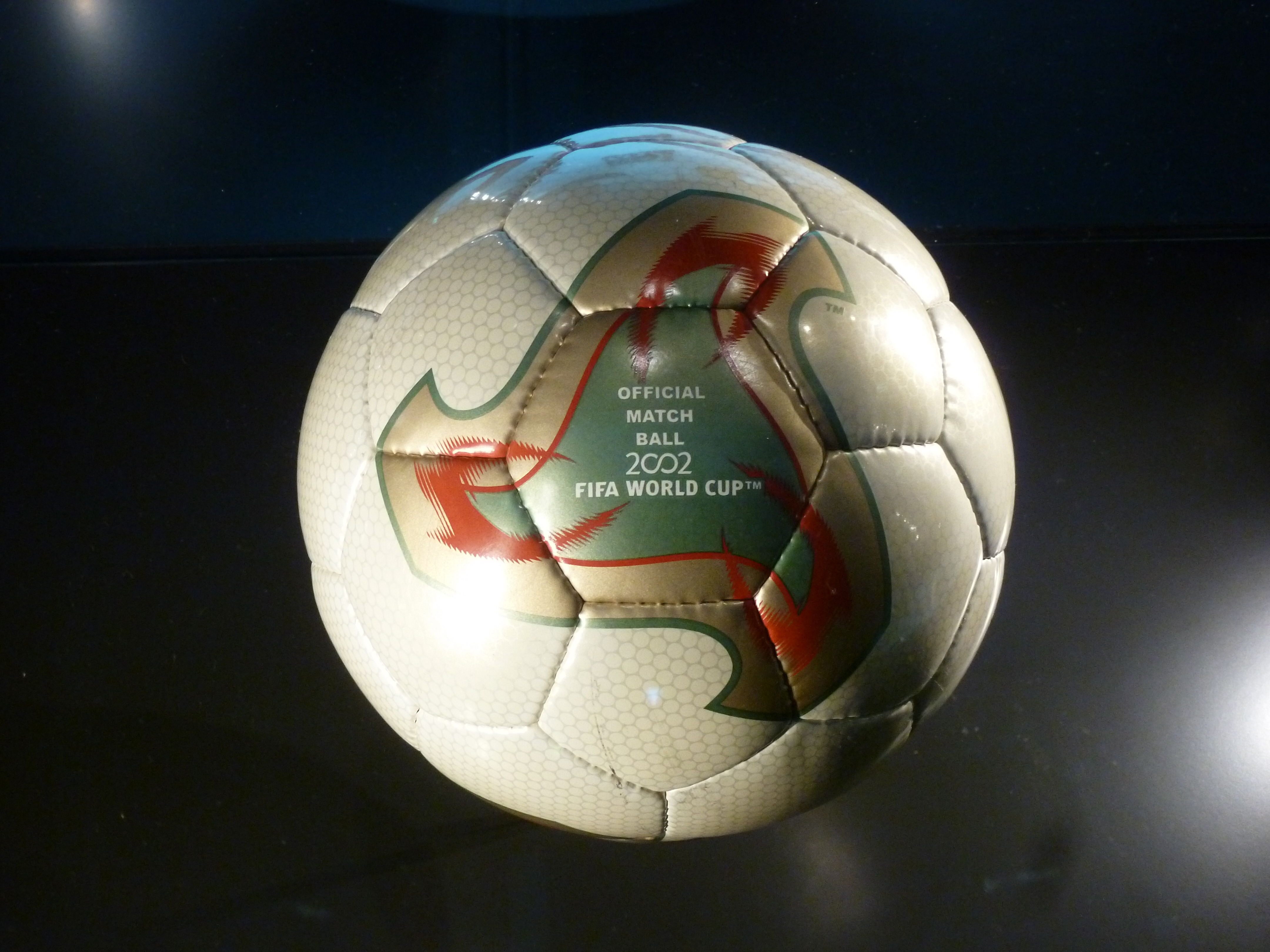
Il Fevernova, pallone ufficiale dei Mondiali

Il pallone ufficiale utilizzato per i Mondiali 2002 fu il Fevernova della Adidas, che aveva uno stile simile al Tango (pallone della medesima marca). Il colore giallo dorato simboleggia la potenza della Corea e del Giappone, le fiamme rosse rappresentano il fuoco che è il motore della crescita economica dei due paesi e i quattro triangoli indicano lo sviluppo industriale bilanciato dei due paesi, secondo quanto detto dall'Adidas. Il pallone, che è stato sviluppato dal Centro di ricerche Adidas a Scheinfeld, in Germania, si avvalse di una nuova formula per la schiuma sintetica, permettendo una maggiore pressione interna e fornendo maggiori prestazioni in termini di forza repulsiva, elasticità, movimento di rivoluzione e controllo. Questo pallone è stato notoriamente criticato per essere eccessivamente leggero e anche per una serie di cambiamenti improvvisi di traiettoria durante la fase a eliminazione diretta, ma allo stesso tempo con esso durante il torneo sono stati segnati alcuni gol spettacolari.

### Critiche e polemiche

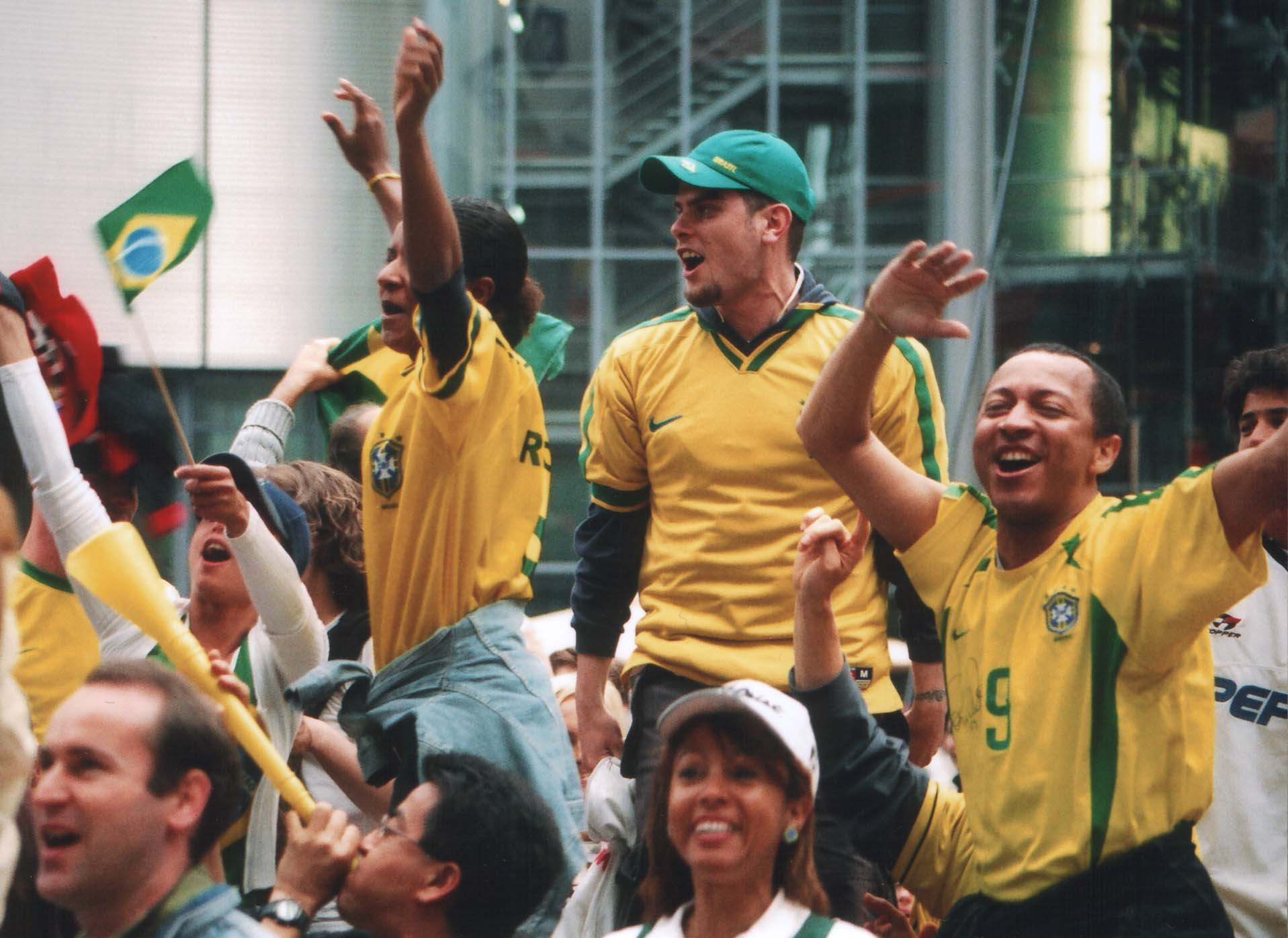
Tifosi brasiliani in festa durante i Mondiali

Questa edizione della Coppa del mondo è stata segnata da numerosi episodi controversi, a partire dalla sua assegnazione. Inizialmente Corea del Sud e Giappone non avevano sostenuto una candidatura congiunta, ma separata. Il terzo paese candidato era il Messico. Il 31 maggio 1996 il Comitato Esecutivo FIFA, in seguito all'accordo raggiunto tra Japan Football Association e Korea Football Association per una candidatura congiunta, scelse i due Stati asiatici "per acclamazione" come organizzatori dei Mondiali 2002. Emersero ben presto notevoli problemi economici: il budget per la costruzione degli stadi e l'organizzazione dell'evento superò di gran lunga quello preventivato, raggiungendo i 5 miliardi di dollari (all'epoca dei fatti divenne la Coppa del mondo più costosa di sempre). Due impianti costruiti per il Mondiale non furono usati: lo stadio Toyota, dell'omonima città, e il Tokyo Stadium di Chōfu.
A testimonianza della cattiva promozione da parte degli organizzatori, la vendita dei biglietti calò notevolmente rispetto alle edizioni precedenti: si passò dai 3,58 milioni di spettatori di USA '94 e i 2,8 milioni di Francia '98 a poco più di 2,7 milioni di spettatori di questa edizione, quando la FIFA contava di raggiungere nuovamente il traguardo di 3,5 milioni di spettatori. Già alla fine del mese di aprile 2002, tutti i biglietti per le partite della Coppa del mondo risultavano esauriti; tuttavia, era chiaro fin dai primi match che gli stadi presentavano un numero significativo di posti vuoti. Si scoprì in seguito che l'ente incaricato della vendita dei tagliandi aveva ancora a disposizione dei titoli che non erano stati venduti; in particolare, nell'ottavo di finale tra Giappone e Turchia, svoltosi a Rifu, risultavano esserci 700 posti vuoti, nonostante entrambe le federazioni avessero dichiarato che erano stati venduti tutti i biglietti a disposizione.
A causare non poche polemiche furono infine alcuni arbitraggi. Tra direttori di gara più criticati si ricordano l'ecuadoriano Byron Moreno, il brasiliano Carlos Simon, il marocchino Mohamed Guezzaz, l'egiziano Gamal Al-Ghandour, il sudcoreano Kim Young-Joo, il cinese Jun Lu, l'inglese Graham Poll e lo scozzese Hugh Dallas. Gli errori arbitrali furono tali da spingere la FIFA a designare, in occasione delle semifinali e delle finali, solo arbitri europei e di chiara fama, così le semifinali furono dirette dallo svizzero Urs Meier e dal danese Kim Milton Nielsen, mentre la finale andò all'italiano Pierluigi Collina. In seguito, la FIFA rivide in parte la sua scelta, a seguito delle proteste di molti direttori di gara, visto che vi erano stati anche alcuni arbitri non europei, soprattutto africani e medio-orientali, che avevano diretto egregiamente gli incontri per i quali erano stati designati; per tale motivo la finale per il 3º posto venne affidata all'arbitro kuwaitiano Saad Mane.
A distanza di tredici anni, nel 2015, a seguito dell'inchiesta internazionale condotta dall'FBI che ha portato all'arresto di numerosi dirigenti FIFA per corruzione, apparve evidente che i cattivi arbitraggi del mondiale del 2002 erano tutti figli di un piano secondo il quale la Corea del Sud o il Giappone avrebbero dovuto raggiungere almeno le semifinali. La FIFA smentì le affermazioni della corte federale di Brooklyn, ma in base alle indagini condotte dall'agente FBI Erick Martinez:
Il caso più emblematico di questo pilotaggio del mondiale fu la direzione di Byron Moreno dell'ottavo di finale Corea del Sud-Italia. Il 18 giugno 2002 si giocarono due ottavi di finale: Giappone-Turchia e, appunto, Corea del Sud-Italia. Nella prima sfida i giapponesi furono eliminati dal torneo, sconfitti per 1-0, pertanto era necessario per la FIFA che la Corea del Sud oltrepassasse lo scoglio dell'Italia. A intervenire fu Chung Mong-joon, vicepresidente della FIFA e deputato al Parlamento sudcoreano, che fece pressioni sul presidente della federazione calcistica mondiale Sepp Blatter affinché la Corea venisse favorita. Il quarto uomo di quella sfida, Mohammed Guezzaz, uomo di fiducia di Issa Hayatou, disse quindi ai guardalinee di quell'incontro di favorire il gioco coreano.

## Stadi
La Corea del Sud e il Giappone hanno fornito venti stadi (record di impianti utilizzati), dieci a testa, molti dei quali costruiti appositamente per il campionato.
| Corea del Sud                                                                               | Corea del Sud                                                                               | Corea del Sud                                                                               | Corea del Sud                                                                                   | Corea del Sud                                                                                   | Corea del Sud                                                                                   |
| Taegu                                                                                       | Seul                                                                                        | Pusan                                                                                       | Pusan                                                                                           | Incheon                                                                                         | Ulsan                                                                                           |
| ------------------------------------------------------------------------------------------- | ------------------------------------------------------------------------------------------- | ------------------------------------------------------------------------------------------- | ----------------------------------------------------------------------------------------------- | ----------------------------------------------------------------------------------------------- | ----------------------------------------------------------------------------------------------- |
| Daegu World Cup Stadium                                                                     | Seoul World Cup Stadium                                                                     | Busan Asiad Stadium                                                                         | Busan Asiad Stadium                                                                             | Incheon Munhak Stadium                                                                          | Ulsan Munsu Football Stadium                                                                    |
| Capienza: 68,014                                                                            | Capienza: 63,961                                                                            | Capienza: 55,982                                                                            | Capienza: 55,982                                                                                | Capienza: 52,179                                                                                | Capienza: 43,550                                                                                |
|                                                                                             |                                                                                             |                                                                                             |                                                                                                 |                                                                                                 |                                                                                                 |
| Suwon                                                                                       | Gwangju                                                                                     | Jeonju                                                                                      | Jeonju                                                                                          | Seogwipo                                                                                        | Daejeon                                                                                         |
| Suwon World Cup Stadium                                                                     | Gwangju World Cup Stadium                                                                   | Jeonju World Cup Stadium                                                                    | Jeonju World Cup Stadium                                                                        | Jeju World Cup Stadium                                                                          | Daejeon World Cup Stadium                                                                       |
| Capienza: 43,188                                                                            | Capienza: 42,880                                                                            | Capienza: 42,391                                                                            | Capienza: 42,391                                                                                | Capienza: 42,256                                                                                | Capienza: 40,407                                                                                |
|                                                                                             |                                                                                             |                                                                                             |                                                                                                 |                                                                                                 |                                                                                                 |
| Corea del Sud Pusan Taegu Daejeon Gwangju Incheon Jeonju Seogwipo Seul Suwon Ulsan Giappone | Corea del Sud Pusan Taegu Daejeon Gwangju Incheon Jeonju Seogwipo Seul Suwon Ulsan Giappone | Corea del Sud Pusan Taegu Daejeon Gwangju Incheon Jeonju Seogwipo Seul Suwon Ulsan Giappone | Giappone Kashima Kōbe Miyagi Niigata Ōita Osaka Saitama Sapporo Shizuoka Yokohama Corea del Sud | Giappone Kashima Kōbe Miyagi Niigata Ōita Osaka Saitama Sapporo Shizuoka Yokohama Corea del Sud | Giappone Kashima Kōbe Miyagi Niigata Ōita Osaka Saitama Sapporo Shizuoka Yokohama Corea del Sud |
| Giappone                                                                                    |                                                                                             |                                                                                             |                                                                                                 |                                                                                                 |                                                                                                 |
| Yokohama                                                                                    | Saitama                                                                                     | Shizuoka                                                                                    | Shizuoka                                                                                        | Osaka                                                                                           | Miyagi                                                                                          |
| Stadio internazionale di Yokohama                                                           | Saitama Stadium                                                                             | Shizuoka Stadium                                                                            | Shizuoka Stadium                                                                                | Nagai Stadium                                                                                   | Miyagi Stadium                                                                                  |
| Capienza: 72,327                                                                            | Capienza: 63,000                                                                            | Capienza: 50,600                                                                            | Capienza: 50,600                                                                                | Capienza: 50,000                                                                                | Capienza: 49,000                                                                                |
|                                                                                             |                                                                                             |                                                                                             |                                                                                                 |                                                                                                 |                                                                                                 |
| Ōita                                                                                        | Niigata                                                                                     | Kashima                                                                                     | Kashima                                                                                         | Kōbe                                                                                            | Sapporo                                                                                         |
| Ōita Stadium†                                                                               | Niigata Stadium                                                                             | Kashima Soccer Stadium                                                                      | Kashima Soccer Stadium                                                                          | Kobe Wing Stadium                                                                               | Sapporo Dome†                                                                                   |
| Capienza: 43,000                                                                            | Capienza: 42,300                                                                            | Capienza: 42,000                                                                            | Capienza: 42,000                                                                                | Capienza: 42,000                                                                                | Capienza: 42,000                                                                                |
|                                                                                             |                                                                                             |                                                                                             |                                                                                                 |                                                                                                 |                                                                                                 |

## Squadre partecipanti
| Pr. | Squadra        | Data di qualificazione certa                             | Confederazione | Partecipante in quanto                                              | Partecipazioni precedenti al torneo                                                                 |
| --- | -------------- | -------------------------------------------------------- | -------------- | ------------------------------------------------------------------- | --------------------------------------------------------------------------------------------------- |
| 1   | Corea del Sud  | 31 maggio 1996                                           | AFC            | Rappresentativa della nazione co-organizzatrice della fase finale   | 5 (1954, 1986, 1990, 1994, 1998)                                                                    |
| 2   | Giappone       | 31 maggio 1996                                           | AFC            | Rappresentativa della nazione co-organizzatrice della fase finale   | 1 (1998)                                                                                            |
| 3   | Francia        | 12 luglio 1998                                           | UEFA           | Paese detentore del titolo                                          | 10 (1930, 1934, 1938, 1954, 1958, 1966, 1978, 1982, 1986, 1998)                                     |
| 4   | Sudafrica      | 5 maggio 2001                                            | CAF            | Vincitrice del Secondo Turno (CAF)                                  | 1 (1998)                                                                                            |
| 5   | Camerun        | 1º luglio 2001                                           | CAF            | Vincitrice del Secondo Turno (CAF)                                  | 4 (1982, 1990, 1994, 1998)                                                                          |
| 6   | Tunisia        | 15 luglio 2001                                           | CAF            | Vincitrice del Secondo Turno (CAF)                                  | 2 (1978, 1998)                                                                                      |
| 7   | Senegal        | 21 luglio 2001                                           | CAF            | Vincitrice del Secondo Turno (CAF)                                  | -                                                                                                   |
| 8   | Nigeria        | 29 luglio 2001                                           | CAF            | Vincitrice del Secondo Turno (CAF)                                  | 2 (1994, 1998)                                                                                      |
| 9   | Argentina      | 15 agosto 2001                                           | CONMEBOL       | Vincitrice del gruppo unico (CONMEBOL)                              | 12 (1930, 1934, 1958, 1962, 1966, 1974, 1978, 1982, 1986, 1990, 1994, 1998)                         |
| 10  | Polonia        | 1º settembre 2001                                        | UEFA           | Vincitrice del Gruppo 5 (UEFA)                                      | 5 (1938, 1974, 1978, 1982, 1986)                                                                    |
| 11  | Spagna         | 1º settembre 2001                                        | UEFA           | Vincitrice del Gruppo 7 (UEFA)                                      | 10 (1934, 1950, 1962, 1966, 1978, 1982, 1986, 1990, 1994, 1998)                                     |
| 12  | Paraguay       | 5 settembre 2001                                         | CONMEBOL       | Seconda classificata del gruppo unico (CONMEBOL)                    | 5 (1930, 1950, 1958, 1986, 1998)                                                                    |
| 13  | Costa Rica     | 5 settembre 2001                                         | CONCACAF       | Vincitrice del gruppo unico della Seconda Fase (CONCACAF)           | 1 (1990)                                                                                            |
| 14  | Russia         | 5 settembre 2001                                         | UEFA           | Vincitrice del Gruppo 1 (UEFA)                                      | 8 (1958, 1962, 1966, 1970, 1982, 1986, 1990, 1994)                                                  |
| 15  | Svezia         | 5 settembre 2001                                         | UEFA           | Vincitrice del Gruppo 4 (UEFA)                                      | 9 (1934, 1938, 1950, 1958, 1970, 1974, 1978, 1990, 1994)                                            |
| 16  | Cina           | 4 ottobre 2001                                           | AFC            | Vincitrice del Secondo Turno (AFC)                                  | -                                                                                                   |
| 17  | Portogallo     | 6 ottobre 2001                                           | UEFA           | Vincitrice del Gruppo 2 (UEFA)                                      | 2 (1966, 1986)                                                                                      |
| 18  | Danimarca      | 6 ottobre 2001                                           | UEFA           | Vincitrice del Gruppo 3 (UEFA)                                      | 2 (1986, 1998)                                                                                      |
| 19  | Croazia        | 6 ottobre 2001                                           | UEFA           | Vincitrice del Gruppo 6 (UEFA)                                      | 1 (1998)                                                                                            |
| 20  | Italia         | 6 ottobre 2001                                           | UEFA           | Vincitrice del Gruppo 8 (UEFA)                                      | 14 (1934, 1938, 1950, 1954, 1962, 1966, 1970, 1974, 1978, 1982, 1986, 1990, 1994, 1998)             |
| 21  | Inghilterra    | 6 ottobre 2001                                           | UEFA           | Vincitrice del Gruppo 9 (UEFA)                                      | 10 (1950, 1954, 1958, 1962, 1966, 1970, 1982, 1986, 1990, 1998)                                     |
| 22  | Arabia Saudita | 21 ottobre 2001                                          | AFC            | Vincitrice del Secondo Turno (AFC)                                  | 2 (1994, 1998)                                                                                      |
| 23  | Ecuador        | 7 novembre 2001                                          | CONMEBOL       | Terza classificata del gruppo unico (CONMEBOL)                      | -                                                                                                   |
| 24  | Messico        | 11 novembre 2001                                         | CONCACAF       | Seconda classificata del gruppo unico della Seconda Fase (CONCACAF) | 11 (1930, 1950, 1954, 1958, 1962, 1966, 1970, 1978, 1986, 1994, 1998)                               |
| 25  | Stati Uniti    | 11 novembre 2001                                         | CONCACAF       | Terza classificata del gruppo unico della Seconda Fase (CONCACAF)   | 6 (1930, 1934, 1950, 1990, 1994, 1998)                                                              |
| 26  | Brasile        | 14 novembre 2001                                         | CONMEBOL       | Quarta classificata del gruppo unico (CONMEBOL)                     | 16 (1930, 1934, 1938, 1950, 1954, 1958, 1962, 1966, 1970, 1974, 1978, 1982, 1986, 1990, 1994, 1998) |
| 27  | Belgio         | 14 novembre 2001                                         | UEFA           | Vincitrice del primo spareggio di qualificazione (UEFA)             | 10 (1930, 1934, 1938, 1954, 1970, 1982, 1986, 1990, 1994, 1998)                                     |
| 28  | Germania       | 14 novembre 2001                                         | UEFA           | Vincitrice del secondo spareggio di qualificazione (UEFA)           | 14 (1934, 1938, 1954, 1958, 1962, 1966, 1970, 1974, 1978, 1982, 1986, 1990, 1994, 1998)             |
| 29  | Slovenia       | 14 novembre 2001                                         | UEFA           | Vincitrice del terzo spareggio di qualificazione (UEFA)             | -                                                                                                   |
| 30  | Turchia        | Vincitrice del quarto spareggio di qualificazione (UEFA) | UEFA           | 1 (1954)                                                            | |
| 31  | Irlanda        | Vincitrice dello spareggio di qualificazione AFC-UEFA    | UEFA           | 2 (1990, 1994)                                                      | |
| 32  | Uruguay        | 25 novembre 2001                                         | CONMEBOL       | Vincitrice dello spareggio di qualificazione CONMEBOL-OFC           | 9 (1930, 1950, 1954, 1962, 1966, 1970, 1974, 1986, 1990)                                            |

Nota bene: nella sezione "partecipazioni precedenti al torneo", le date in grassetto indicano che la nazione ha vinto quella edizione del torneo, mentre le date in corsivo indicano la nazione ospitante.

## Il sorteggio
Il sorteggio avviene il 1º dicembre 2001 a Busan.
La FIFA, per stabilire le teste di serie, utilizza un sistema che combina i risultati ottenuti agli ultimi tre campionati del mondo e alle classifiche FIFA che interessano i ranking a dicembre 1999, dicembre 2000 e novembre 2001. Le rimanenti squadre vengono suddivise seguendo un criterio geografico. In questa ripartizione, si deve tenere conto dell'ulteriore suddivisione tra nazionali destinate a giocare in Corea del Sud e Giappone; conseguentemente, in ognuno dei due Paesi ospitanti dovrà giocare almeno una testa di serie sudamericana e non più di due europee. Tre squadre del gruppo europeo vengono dirottate per sorteggio nella fascia asiatico/sudamericana. Per ragioni politiche, la Cina viene assegnata a un girone coreano; conseguentemente, l'Arabia Saudita viene destinata a un girone giapponese. Francia (squadra campione in carica), Corea del Sud e Giappone (squadre ospitanti), infine, vengono attribuite d'ufficio ai gruppi A, D e H.
Ecco la composizione delle fasce destinate al sorteggio:
| Teste di serie           | Europa      | Asia/Sudamerica | Africa/Centronordamerica |
| ------------------------ | ----------- | --------------- | ------------------------ |
| Francia (gruppo A)       | Inghilterra | Arabia Saudita  | Nigeria                  |
| Corea del Sud (gruppo D) | Croazia     | Cina            | Sudafrica                |
| Giappone (gruppo H)      | Danimarca   | Paraguay        | Tunisia                  |
| Brasile                  | Svezia      | Uruguay         | Camerun                  |
| Argentina                | Portogallo  | Ecuador         | Senegal                  |
| Italia                   | Belgio      |                 | Messico                  |
| Germania                 | Irlanda     |                 | Stati Uniti              |
| Spagna                   | Russia      |                 | Costa Rica               |
|                          | Turchia     |                 |                          |
|                          | Slovenia    |                 |                          |
|                          | Polonia     |                 |                          |

## Riassunto del torneo

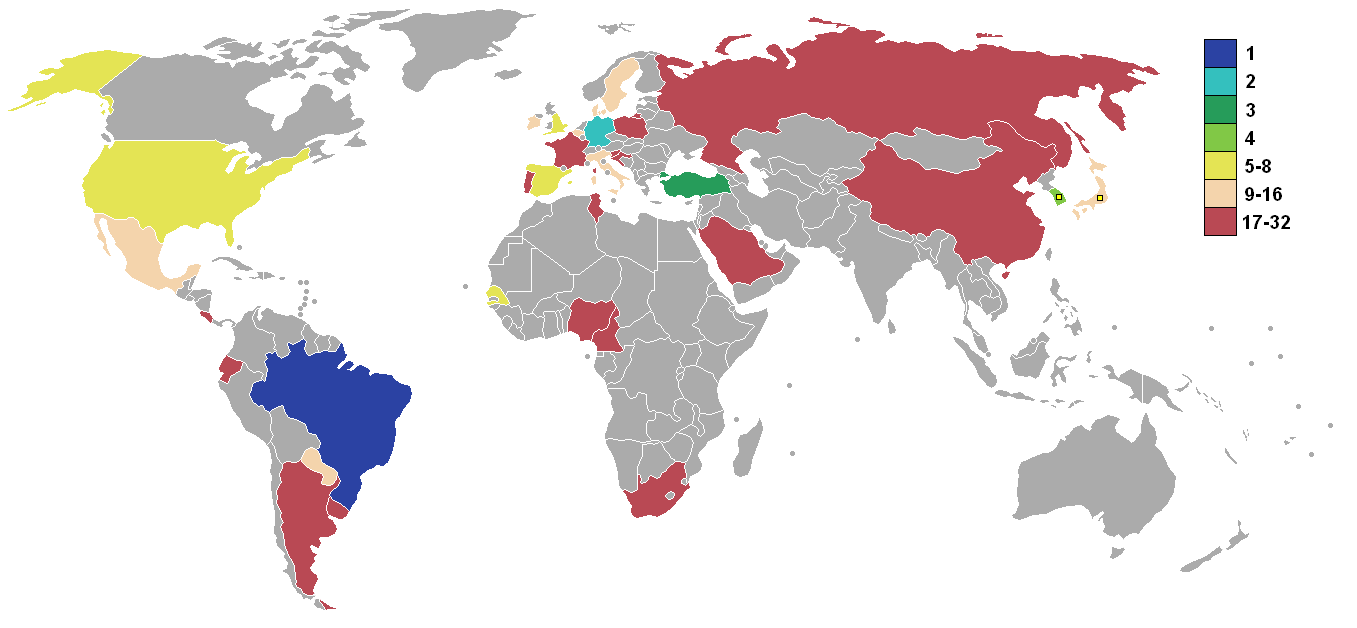
Piazzamenti finali delle nazionali partecipanti.

### Fase a gironi

#### Gruppo A

Una fase di gioco della sfida inaugurale tra e, conclusasi a sorpresa con la vittoria degli africani

Il 31 maggio 2002, il Mondiale nippo-coreano apre i battenti con una colorata cerimonia d'apertura e la gara tra la Francia Campione d'Europa e del Mondo e detentrice della Confederations Cup e il Senegal, vicecampione d'Africa e al suo esordio mondiale. Il tecnico francese Roger Lemerre punta sul gruppo pluridecorato degli ultimi 4 anni e lascia a casa molti giovani dell'Under-21; già dalla prima gara, però, complice uno Zinédine Zidane fermo per un infortunio rimediato in un'amichevole pre-Mondiale contro la Corea del Sud, i giocatori selezionati appaiono poco brillanti e per niente decisivi.
Il Senegal, guidato dall'allenatore francese Bruno Metsu e con una rosa composta per gran parte da giocatori militanti nel campionato francese, resiste agli attacchi dei transalpini per tutto il primo tempo. Dopo il palo di David Trezeguet al 22', alla mezz'ora del primo tempo un contropiede di El Hadji Diouf porta al gol Papa Bouba Diop. Nella ripresa gli africani colpiscono anche una traversa con Khalilou Fadiga (in replica al legno di Thierry Henry) ma, grazie anche a una gara positiva del loro estremo difensore Tony Sylva, riescono comunque a ottenere la loro prima vittoria. Il giorno seguente la Danimarca supera l'Uruguay, di ritorno ai Mondiali dopo un'assenza durata 12 anni: la squadra di Morten Olsen si rivela rapida e pericolosa in attacco e vince grazie alla doppietta di Jon Dahl Tomasson, realizzata in chiusura di primo e secondo tempo; il goal dalla distanza di Darío Rodríguez, al 1º della ripresa, riaccende di poco le speranze uruguaiane, ma alla fine la partita finisce 2-1.
Nella seconda tornata di incontri, il pareggio ottenuto da Danimarca e Senegal nello scontro al vertice porta entrambe le selezioni a quota quattro punti: Tomasson apre di nuovo le marcature su rigore dopo un fallo di Salif Diao, ma nella ripresa, lo stesso Diao sigla il pari dopo una corsa senza palla in contropiede di oltre settanta metri; lo stesso calciatore africano si farà poi espellere, ma il risultato resterà invariato. La Francia, ridotta in 10 per l'espulsione di Henry alla mezz'ora del primo tempo, è invece costretta sullo 0-0 dall'Uruguay.
Si arriva così alla terza e decisiva giornata con i campioni del Mondo costretti a vincere con due gol di scarto contro la Danimarca per non andar fuori già al primo turno. Zidane, schierato in campo anche se in condizioni fisiche piuttosto precarie, tenta invano di apportare conseguenze significative al gioco dei francesi e la Danimarca passa dapprima in vantaggio con Dennis Rommedahl per poi raddoppiare con Tomasson (al quarto gol in tre gare). La Francia è così fuori dai Mondiali a sorpresa, con un solo punto ottenuto in tre gare e nessuna rete segnata: è il peggior risultato per una Nazionale campione del mondo in carica nella storia dei Mondiali. Nell'altro incontro, il Senegal rischia di compromettere il passaggio del turno; dopo essersi portati sul 3-0, grazie alle reti di Fadiga e Bouba Diop (autore di una doppietta), gli africani subiscono la rimonta dell'Uruguay, che raggiunge il pareggio con i gol di Richard Morales, Diego Forlan e Alvaro Recoba, eppure riescono a strappare una storica qualificazione agli ottavi di finale alla loro prima partecipazione a un mondiale.

#### Gruppo B
Nella gara d'esordio del Gruppo B, il Paraguay è impegnato contro il Sudafrica. Il commissario tecnico dei sudamericani, l'italiano Cesare Maldini, che con i suoi 70 anni è l'allenatore più anziano della manifestazione, viene criticato dalla stampa sudamericana, che lo accusa di aver sprecato il doppio vantaggio del primo tempo, con una seconda frazione di gioco molto difensivista che permette la rimonta del Sudafrica, conclusasi al 90' con un gol su rigore di Quinton Fortune. La Spagna è invece impegnata contro l'esordiente Slovenia e vince 3-1.
Nella seconda giornata, gli iberici replicano il 3-1 contro il Paraguay, anche stavolta condannato da un rigore, messo a segno dall'esperto Fernando Hierro. Gli africani approfittano del secondo passo falso dei latinoamericani e, superando di misura la Slovenia con un 1-0, si portano a un passo dal turno successivo. Nell'ultima tornata la Spagna, ricca di riserve e guidata da Gaizka Mendieta, vince 3-2 contro il Sudafrica mentre in contemporanea in Paraguay-Slovenia i biancorossi, pur in inferiorità numerica dalla mezz'ora del primo tempo, rimontano l'iniziale vantaggio di Milenko Ačimovič grazie a Nelson Cuevas, quest'ultimo autore di una doppietta. Il Sudafrica scivola quindi in terza posizione superato dal Paraguay di Cesare Maldini.

#### Gruppo C

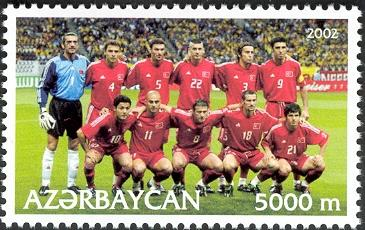
La sorprendente, alla seconda partecipazione ad una fase finale di un mondiale, si qualifica agli ottavi per la prima volta nella sua storia

Nel gruppo C, i vicecampioni in carica del Brasile trovano la Turchia, la Costa Rica e l'esordiente Cina. Si comincia con Brasile-Turchia e i sudamericani vanno subito sotto, grazie a un gol di Hasan Şaş; al 4' della ripresa i brasiliani pareggiano i conti grazie a Ronaldo e rientrano in partita, senza però riuscire a concretizzare alcuna occasione. All'85' l'arbitro sudcoreano Kim Young-Joo espelle Alpay Özalan per fallo da ultimo uomo su Luizão e assegna un rigore al Brasile: in realtà le telecamere mostreranno che il fallo era avvenuto fuori area. Rivaldo segna dal dischetto il 2-1, e dopo qualche minuto è di nuovo protagonista di un episodio contestato: preso sulla caviglia da una pallonata di Hakan Ünsal, inscena una simulazione, con lo scopo di guadagnare minuti preziosi e causando inoltre l'espulsione dell'avversario; alla fine verrà invero condannato al pagamento di una multa. Sull'altro campo di giornata, la Cina, davanti a 40 000 sostenitori giunti ad assistere all'esordio mondiale del proprio Paese, viene battuta in pochi minuti dalla Costa Rica, che vince 2-0 grazie alle reti di Gómez e Wright.
Nella seconda giornata, anche i verdeoro sconfiggono facilmente i cinesi guidati da Bora Milutinović, decretandone l'eliminazione anticipata: è il quinto mondiale consecutivo con la quinta squadra diversa per l'allenatore serbo e la terza sconfitta con il Brasile. Nella sfida tra Turchia e Costa Rica, invece, Winston Parks pareggia a 4 minuti dalla fine il gol iniziale del turco Emre, e mette quasi al sicuro la qualificazione della sua squadra.
Negli ultimi incontri del girone, però, il Brasile batte la Costa Rica 5-2 (si segnala la doppietta di Ronaldo), spegne le ambizioni dei centroamericani e spiana la strada ai turchi, che, con il 3-0 contro la Cina, passano il turno come secondi.

#### Gruppo D
Nel quarto raggruppamento, la testa di serie d'ufficio e padrona di casa Corea del Sud è affiancata da Stati Uniti, Polonia e Portogallo: le due europee tornano al Mondiale dopo l'ultimo disputato nel 1986. Nell'incontro d'esordio la Nazionale ospitante colpisce due volte i polacchi, mentre il Portogallo rimedia invece una sconfitta contro gli Stati Uniti d'America: dopo uno svantaggio iniziale di tre reti, i lusitani tentano infatti una rimonta, ma il match si conclude per 3-2.
Nella seconda giornata, gli USA confermano la buona impressione fatta a Suwon contro i portoghesi e costringono al pari la Corea del Sud, che sbaglia anche un rigore nel primo tempo e si salva solo a 10 minuti dalla fine con Ahn Jung-hwan. I lusitani cambiano invece atteggiamento tattico e formazione titolare rispetto alla prima giornata e segnano 4 gol ai polacchi (tripletta di Pauleta e rete di Rui Costa). Al terzo turno, si incrociano quindi da un lato USA e Polonia e dall'altro Corea e Portogallo. Agli Stati Uniti basterebbe anche un pari, ma la Polonia si scuote e vince d'orgoglio per 3-1. Intanto, sul campo di Incheon la partita Corea del Sud-Portogallo si fa accesa: i nervi dei lusitani sono tesi e, al 26' João Pinto commette un fallo da dietro su Park Ji-sung nella zona di centrocampo e viene espulso dall'arbitro argentino Sánchez. I lusitani ci provano con le forze residue, ma l'arbitro non fa sconti ed espelle un po' frettolosamente anche Beto, per doppia ammonizione. I padroni di casa, che fino ad allora avevano controllato lo 0-0 che avrebbe qualificato entrambe le squadre, accelerano e vanno in gol con Park, assicurandosi il primo posto nel girone e regalando il passaggio del turno agli USA; inutili sono gli sforzi finali dei portoghesi, che sfiorano la rete del pareggio con Luis Figo (calcio di punizione fuori di poco) e Sérgio Conceição (che colpisce il palo interno con una bella girata).

#### Gruppo E
Nella gara d'esordio del gruppo E, si scontrano Camerun e Irlanda; una frazione di gioco a testa e un gol per parte decretano il risultato finale di 1-1. La Germania di Michael Ballack e Miroslav Klose si presenta invece al mondiale con una Nazionale dotata di buona solidità: nella gara iniziale, il divario tecnico esistente nei confronti degli avversari dell'Arabia Saudita minimizza i problemi tecnici degli europei, che vincono per 8-0, con Klose autore di una tripletta.
Ma nel successivo incontro con l'Irlanda, la Germania appare in peggior forma; il cannoniere Klose prova infatti a replicare la prestazione precedente, mettendo a segno di testa il quarto gol in due gare, ma Robbie Keane segna a pochi secondi dalla fine. Tatticamente molto organizzata e fisica, l'Irlanda si presenta così imbattuta al terzo e decisivo turno, contro l'Arabia Saudita, reduce da una sconfitta per 1-0 contro il Camerun (gol di Samuel Eto'o); il 3-0 degli irlandesi sugli asiatici qualifica la formazione d'oltremanica. Alla Germania bastano invece due reti (in una gara con 15 ammoniti e un espulso per parte) per aver ragione del Camerun, con il 2-0 siglato dal solito Miroslav Klose.

#### Gruppo F

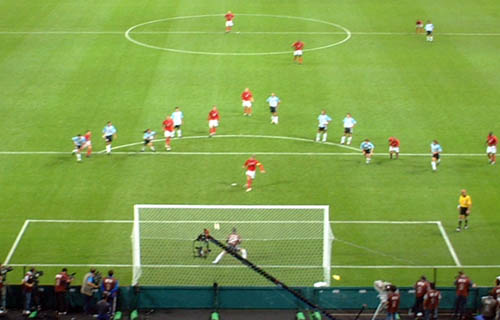
David Beckham sigla il gol vittoria dell' contro l', riscattando l'espulsione nella sfida contro lAlbiceleste del mondiale di quattro anni prima

Per una peculiare combinazione in fase di sorteggio, Argentina, Inghilterra, Svezia e Nigeria si ritrovano una contro l'altra a lottare per due posti agli ottavi in quello che è il girone più difficile del Mondiale. L'Argentina, che ha inutilmente chiesto alla FIFA di poter ritirare la maglia numero 10 in onore a Diego Armando Maradona, arriva da favorita per la vittoria finale e s'affida a Juan Verón in regia e a Gabriel Batistuta in attacco; tanto basta a chiudere la pratica nella gara d'esordio contro una Nigeria sperimentale e ricca di giovani e che, pur se all'altezza della situazione, paga l'infortunio di Nwankwo Kanu dopo pochi minuti di gioco e la mancanza di esperienza a livello internazionale. Esordio poco brillante, invece, per l'Inghilterra, anche se la Svezia non riesce ad approfittarne e la gara finisce 1-1.
La Nigeria "sperimentale" non può nulla, nel secondo incontro, nemmeno contro la Svezia, che grazie alla doppietta di Henrik Larsson si porta a un passo dagli ottavi. Le antiche rivali Argentina e Inghilterra si ritrovano invece una contro l'altra per la seconda volta di fila ai Mondiali, dopo l'ottavo di finale vinto dai sudamericani ai rigori: Beckham, al tempo criticato per la sua espulsione che aveva compromesso l'incontro, stavolta risulta decisivo, realizzando un calcio di rigore.
Nella tornata decisiva, l'Inghilterra chiude il girone al secondo posto ma a pari punti con la Svezia, controllando il match contro la Nigeria e accontentandosi del pari. All'Argentina servirebbe una vittoria sugli svedesi per qualificarsi, ma la nazionale scandinava non concede niente e stacca il biglietto per gli ottavi grazie a un 1-1. Quella dell'Argentina è la nuova, sorprendente e prematura eliminazione dopo quella dei Campioni del Mondo della Francia, nel Gruppo A.

#### Gruppo G
Il Gruppo G è composto dall'Italia del commissario tecnico Giovanni Trapattoni, vicecampione d'Europa in carica, dall'esordiente Ecuador, dalla Croazia, squadra rivelazione del mondiale di quattro anni prima con il suo 3º posto, e dal Messico. Nonostante le preoccupazioni di Trapattoni riguardo all'undici sudamericano, in particolare per il terzino Ulises de la Cruz, l'Italia apre il suo cammino mondiale con una facile vittoria maturata grazie a una doppietta di Christian Vieri contro l'Ecuador; lo stesso fa il Messico, il cui numero 10 Cuauhtémoc Blanco segna su calcio di rigore e batte la Croazia.
Nella seconda tornata, la compagine slava si rivela un ostacolo ben più grave del previsto nel cammino degli "Azzurri" verso gli ottavi di finale: il primo campanello d'allarme è l'infortunio di Alessandro Nesta che deve lasciare anzitempo il campo (come successo nel 1998 e come succederà poi nel 2006). All'inizio del secondo tempo, Christian Vieri fa però goal di testa, ma il fischietto inglese Graham Poll annulla per fuorigioco, che si rivelerà poi inesistente. Il centravanti dell'Italia, però, si ripete dopo pochi minuti in un'azione molto simile, e stavolta porta in vantaggio l'Italia. In tre minuti, la Croazia dapprima aggancia gli Azzurri con la rete di Ivica Olić, e poi ribalta il risultato con una serie di rimpalli che portano in gol Milan Rapaić. A pesare sulla sconfitta italiana ci si mettono anche un palo interno che Francesco Totti colpisce al 40' su punizione e un goal annullato sempre da Poll a Marco Materazzi (che segna con un lancio da centrocampo per Inzaghi che non tocca la palla, mandando a vuoto involontariamente il portiere) per un presunto fallo di Filippo Inzaghi. Nella stessa giornata, il Messico batte 2-1 gli ecuadoriani, estromettendoli di fatto dalla corsa per la qualificazione, e si porta a quota 6, in testa al girone.
All'ultima giornata, l'Italia recupera Nesta e affronta il Messico: al 14' Filippo Inzaghi porta in vantaggio la Nazionale italiana ma il segnalinee lo vede erroneamente partire in fuorigioco e annulla; al 34' l'attaccante messicano Jared Borgetti inventa un pregevole goal di testa, con la palla che cambia traiettoria prima di insaccarsi nell'angolino alto alla sinistra di Gianluigi Buffon. All'inizio del secondo tempo, sull'altro campo di giornata, l'Ecuador passa però in vantaggio contro la Croazia, e gli Azzurri, virtualmente qualificati, capitalizzano il passaggio del turno trovando il gol dell'idolo locale Alessandro Del Piero (di testa, su semi-rovesciata di Vincenzo Montella, al quale poco prima era stato annullato un goal regolare). L'Italia se la cava dunque con un secondo posto dietro al Messico, felice di aver superato i gironi.

#### Gruppo H

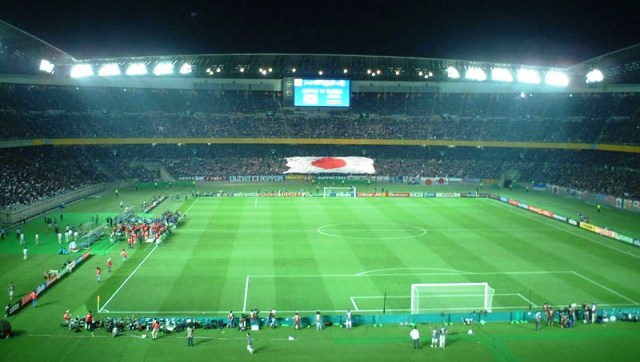
L'ingresso in campo di e, seconda gara del girone H, vinta dai nipponici per 1-0 con un gol di Jun'ichi Inamoto

Il Gruppo H è composto da Giappone, Belgio, Russia e Tunisia. Ad aprire sono i padroni di casa, ai quali tocca riscattare gli zero punti nel girone eliminatorio del Mondiale di Francia, partendo dal Belgio: a passare in vantaggio sono proprio gli ospiti ma i nipponici, trascinati dai propri sostenitori, riescono a reagire pareggiando subito dopo e ribaltando poi il risultato; il vantaggio sfuma però a gara inoltrata con il Belgio che chiude la partita sul 2-2. Sull'altro campo, invece, la Russia ottiene una facile vittoria per 2-0 a scapito della Tunisia.
Nella tornata successiva, il Giappone vince 1-0 contro i russi con la prima vittoria in una gara dei Mondiali, mentre, nell'altro incontro, Belgio e Tunisia si accontentano del pari. Con un 2-0 maturato nel secondo tempo ai danni dei tunisini, il Giappone si assicura il primo posto nel girone, mentre il Belgio rimane virtualmente fuori dal mondiale per mezz'ora, ma segna poi due reti che valgono la vittoria contro la Russia e si piazza secondo.

### Fase a eliminazione diretta

#### Ottavi di finale
Il primo ottavo di finale vede di fronte la Germania di Rudi Völler e il Paraguay di Cesare Maldini. La partita è giocata su ritmi molto bassi da ambo le parti e lo 0-0 con proseguimento ai tempi supplementari ed eventualmente ai tiri di rigore sembra inevitabile, ma una rete allo scadere di Oliver Neuville regala il passaggio del turno ai tedeschi.
Nell'ottavo seguente, l'Inghilterra, complici due leggerezze del portiere della Danimarca Thomas Sørensen, vince con un netto 3-0.
Il giorno dopo si affrontano le due sorprese Svezia e Senegal: l'avvio è vivace, con gli svedesi che passano subito in vantaggio con il centravanti Larsson, ma si fanno raggiungere da un goal da fuori area di Camara. Si va ai supplementari e Ibrahimović, appena entrato, sfiora il golden gol con un'azione personale. Alla fine, però, sono gli africani a festeggiare, grazie al nuovo gol di Camara: si tratta della seconda, storica qualificazione di una squadra del continente nero ai quarti di finale (in precedenza c'era riuscito solo il Camerun a Italia '90, e lo faranno anche il Ghana a Sudafrica 2010 e il Marocco a Qatar 2022).
Non meno emozionante è la sfida serale tra Spagna e Irlanda: gli iberici controllano la partita nel primo tempo e vanno in vantaggio. Poco dopo, però, il CT José Antonio Camacho sceglie un atteggiamento prudente e toglie dal campo Fernando Morientes e Raúl, affidando il reparto avanzato alla giovane ala Albert Luque. L'Eire preme e, dopo un rigore fallito, va in rete al 90' con Roy Keane, ancora su tiro dagli 11 metri, costringendo così ai tempi supplementari gli spagnoli. Ormai senza punte né più cambi disponibili, la Spagna rimane asserragliata in difesa, affidandosi ai calci piazzati e ai tiri dalla lunga distanza, mentre gli irlandesi assediano l'area di rigore avversaria, fino al triplice fischio: si va quindi ai calci di rigore. Dal dischetto, sono cinque i rigori sbagliati: due per gli spagnoli e tre per gli irlandesi. Il tiro decisivo viene segnato da Gaizka Mendieta, che manda la Spagna ai quarti di finale, appuntamento a cui la Roja mancava dall'edizione 1994. La Spagna e l'Irlanda saranno le uniche squadre, assieme al vincitore Brasile, a chiudere il torneo imbattute: secondo la FIFA, le sconfitte ai rigori vanno infatti contate come pareggi ai fini statistici (anche la Spagna fu eliminata ai rigori, ai quarti, dalla Corea del Sud).
Gli ottavi di finale mettono di fronte per la prima volta in una fase finale anche le due compagini della CONCACAF: gli Stati Uniti, che cercano la loro prima qualificazione ai quarti di finale (se si esclude il risultato conseguito nella Coppa Rimet del 1930, dove raggiunsero direttamente le semifinali avendo vinto il proprio girone), e il Messico del giovane capitano Rafa Márquez; quest'ultimo finirà anzitempo la gara per una testata rifilata allo statunitense Cobi Jones. Quanto alla cronaca, l'esito della gara arride agli statunitensi, che mettono in luce il talento di Landon Donovan e tengono a centrocampo grazie all'esperienza del capitano Claudio Reyna, trionfando per 2-0. In serata, il Brasile si scontra con un Belgio in crescita, che chiude tutti gli spazi, pressa e attacca in velocità e si vede annullare sullo 0-0 un gol regolare. I verdeoro sfruttano l'occasione e colpiscono con i campioni Ronaldo e Rivaldo, evitando lo spettro dei supplementari.
Chiudono il quadro degli ottavi le due sfide delle compagini ospiti. Nella gara con la Turchia, il Giappone termina la sua buona avventura ai Mondiali casalinghi: ai turchi basta un solo tiro in porta in 90 minuti, realizzato da Ümit Davala, per vincere la partita e passare ai quarti.
A Daejon, l'Italia trova la Corea del Sud. I giornali locali, nei giorni precedenti, danno per sicuro il passaggio del turno dei padroni di casa; durante la partita, i tifosi coreani esibiscono lo slogan "Again 1966!", a ricordo dell'1-0 rifilato dalla Corea del Nord agli Azzurri nel mondiale inglese di quell'anno. Nel film ufficiale del mondiale 2002, il CT degli azzurri Giovanni Trapattoni dichiarerà di ricordare che l'arbitro non rispose ai saluti dei giocatori italiani prima di entrare in campo. L'Italia, priva di due importanti elementi della difesa, ovvero Alessandro Nesta (alle prese con i postumi dell'infortunio) e Fabio Cannavaro (squalificato), vacilla nei primi minuti: dopo 4', la Corea potrebbe già approfittare di un generoso calcio di rigore, assegnato dall'arbitro ecuadoriano Byron Moreno a parere di molti ingiustamente, ma Gianluigi Buffon intuisce la traiettoria del tiro di Ahn Jung-hwan e devia in calcio d'angolo. L'Italia si riassesta e va in gol al 18' con Christian Vieri (al quarto centro personale, nono complessivo ai Mondiali) sugli sviluppi di un calcio d'angolo. Nel secondo tempo, nonostante diversi scontri non sanzionati (Francesco Coco finirà la gara con una vistosa fasciatura alla testa; Gianluca Zambrotta subisce un brutto fallo da rosso da Choi Jin-cheul e s'infortuna; Alessandro Del Piero riceve una gomitata a gioco fermo da Kim Tae-young; Paolo Maldini prende un calcio in testa a palla lontana non sanzionato dall'arbitro), l'Italia argina le avanzate coreane e sfiora a più riprese il raddoppio. A due minuti dalla fine, però, Seol Ki-hyeon pareggia approfittando di una leggerezza in difesa di Christian Panucci. Si va così ai tempi supplementari, dove l'Italia prima si ritrova con 10 uomini in campo, per via dell'espulsione ingiustamente comminata da Moreno a Francesco Totti, e poi si vede annullare il golden goal di Damiano Tommasi che avrebbe chiuso la partita per una valutazione errata del segnalinee. Con le squadre pronte ai calci di rigore, Ahn Jung-hwan segna di testa, anticipando i difensori azzurri: il golden goal chiude la partita in favore dei sudcoreani. Per la Corea del Sud si tratta di un'impresa storica: era dal 
1966 che una squadra asiatica non accedeva ai quarti di finale di Coppa del mondo; anche quella volta, era stata l'Italia a essere eliminata, mentre a passare il turno era stata l'altra Corea, quella del Nord. Nell'immaginario del pubblico, la gara verrà ricordata come una delle più deplorevoli mai viste nella storia del calcio mondiale per via della condotta arbitrale, platealmente a favore della Corea del Sud. Nel 2015, a seguito della maxi-inchiesta da parte dell'FBI e del Dipartimento di Giustizia USA sulla corruzione nella FIFA, venne compreso che la partita era stata condizionata a danno della nazionale italiana. L'arbitro, i guardalinee Jorge Rattalino (Argentina) e Ferenc Szekely (Ungheria), nonché il quarto uomo, l'arbitro marocchino Mohammad Guezzaz, ne pilotarono effettivamente l'andamento, con modalità che si sarebbero ripetute spudoratamente anche nella partita seguente, valida per i quarti del mondiale, vinta dai sudcoreani sulla Spagna ai rigori. L'arbitro Moreno avrebbe ancora fatto discutere, qualche anno più tardi, per aver tenuto un atteggiamento simile durante una partita di campionato ecuadoriano (dove concesse addirittura ben tredici minuti di recupero); nel 2003 fu sospeso dalla FIFA e successivamente arrestato per traffico di droga.

#### Quarti di finale

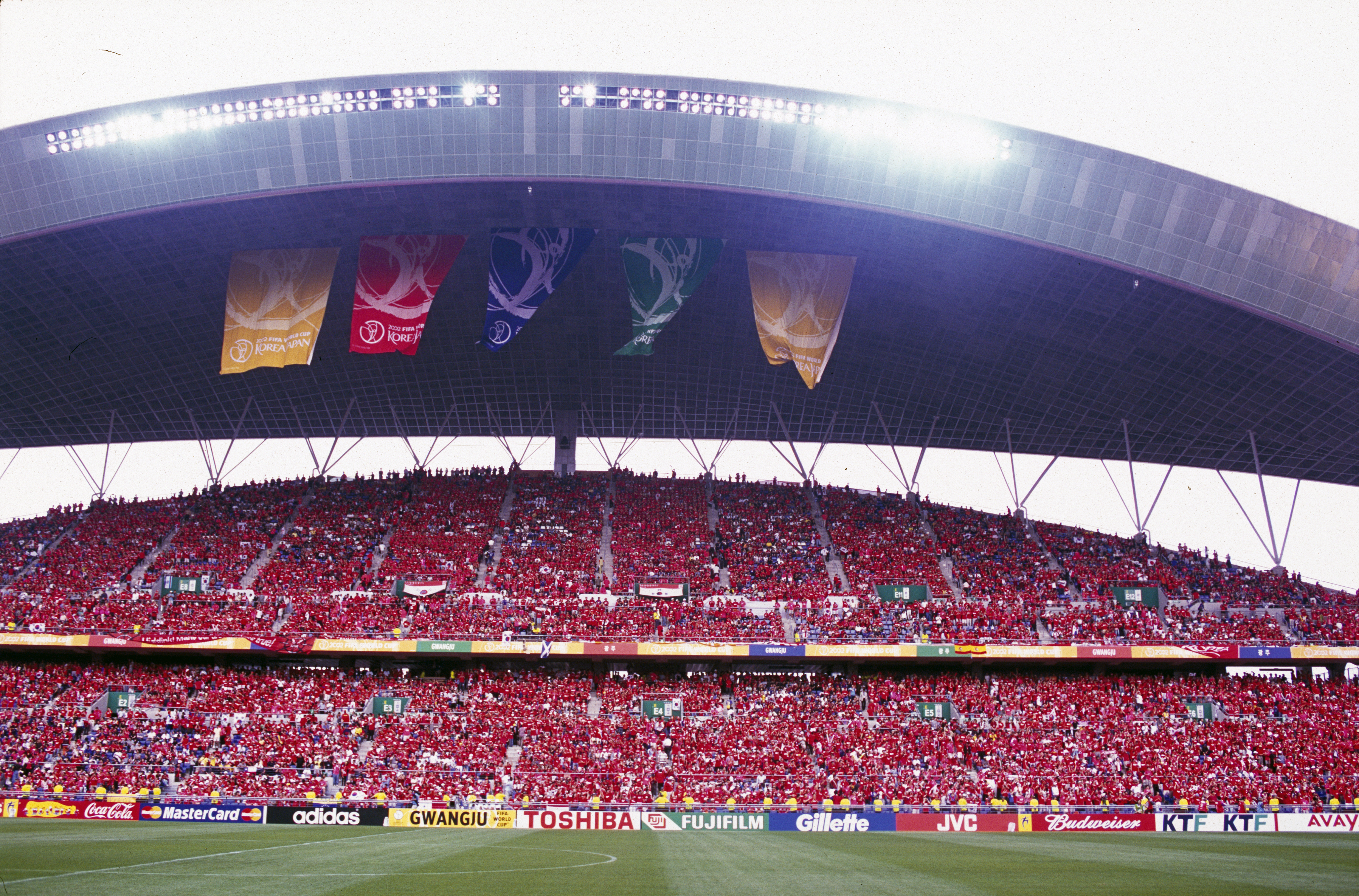
Il Gwangju World Cup Stadium prima dell'incontro tra e valido per i quarti di finale

Nella sfida tra Brasile e Inghilterra vincono i verdeoro, complice anche il portiere inglese David Seaman che si fa cogliere fuori dai pali sulla punizione vincente di Ronaldinho. Proprio il giocatore gaúcho dichiarerà nel film ufficiale della FIFA che un compagno aveva notato l'abitudine dell'estremo difensore britannico di stare fuori dai pali durante i calci di punizione e gli aveva dunque consigliato di tenerlo ben d'occhio.
La Germania sfida invece gli statunitensi guidati dal CT Bruce Arena, e per arginare la loro avanzata deve far capo a tutta la sua esperienza e a una positiva partita del portiere Oliver Kahn. A siglare il gol partita è Michael Ballack, di testa, al 38º. A pesare sull'esito del match c'è anche un'errata valutazione della terna arbitrale: agli americani non viene infatti assegnato un calcio di rigore dopo una respinta di mano sulla linea di porta del difensore Torsten Frings.
Nel terzo quarto la Corea si aggiudica il match contro la Spagna, vincendo ai rigori, dopo lo 0-0 alla fine dei tempi supplementari, anche questa volta la partita sarà pilotata in favore della Corea. Gli spagnoli, traditi da un errore dal dischetto di Joaquín, subiranno una spudorata direzione arbitrale, rea di aver annullato alla Spagna due gol apparsi regolari (di cui uno siglato nei tempi supplementari), avvantaggiando quindi la Corea del Sud, come già avvenuto negli ottavi con l'Italia.
 Eloquenti sono le reazioni della stampa iberica: AS titolerà in prima pagina ¡ROBO! ("Rapina!") e, più in basso, inizierà l'articolo con Italia tenía razón ("L'Italia aveva ragione"), mentre il Mundo Deportivo, sulla stessa linea, scrive Manos arriba ("Mani in alto"), smontando tutte le controverse decisioni del fischietto egiziano Gamal Al-Ghandour.
Chiude il quartetto delle semifinaliste la Turchia, che si aggiudica la partita tra outsider ed elimina il Senegal. Ancora una volta l'Africa si ferma ai quarti di finale, proprio come il Camerun battuto dall'Inghilterra dodici anni prima. A sconfiggere i senegalesi, apparsi quantomeno allo stesso livello tecnico degli anatolici, è il golden goal dell'attaccante di riserva İlhan Mansız, che va a segno con una girata al 94º.

#### Semifinali
La composizione del tabellone mette di nuovo di fronte Brasile e Turchia; segna ancora Ronaldo, al sesto centro personale, e il Brasile diventa la seconda squadra a disputare tre finali di seguito (1994, 1998 e 2002) dopo la Germania (1982, 1986, 1990). Arrivare a giocarsi l'accesso in finale per i turchi rappresenta comunque un traguardo storico, ben al di là di ogni più rosea aspettativa per la nazionale capitanata da Hakan Şükür.
Anche l'altra semifinale vede confermato il pronostico: ancora una volta è decisivo Michael Ballack, che a quindici minuti dalla fine raccoglie una corta respinta del portiere coreano Lee Woon-jae su un suo stesso tiro e segna. Per i tedeschi è la quarta finale nelle ultime sei edizioni del Mondiale, ma è anche la più inaspettata. Per la Corea c'è la soddisfazione di aver ben figurato nel mondiale casalingo, eliminando di fila tre pretendenti al titolo, anche se, come già detto e come si scoprirà in seguito, la Corea è arrivata alle semifinali grazie anche a forti aiuti arbitrali, che hanno deciso le partite contro Portogallo, Italia e Spagna.

#### Finale per il terzo posto
Per Corea del Sud e Turchia, la finale di consolazione è l'occasione per festeggiare un mondiale memorabile, andato ben oltre le più rosee previsioni. A Taegu i turchi lasciano in panchina alcuni titolari, come l'interista Okan Buruk, mentre la Corea del Sud schiera la miglior squadra titolare. Dopo undici secondi (record nella storia dei mondiali di calcio), tuttavia, la difesa asiatica si fa sorprendere al centro da Hakan Şükür, che porta immediatamente in vantaggio la sua nazionale, col suo primo centro ai campionati mondiali. Nonostante l'immediato pareggio di Lee Eul-yong, i turchi trovano altri due gol prima della fine del tempo con Mansiz, cui segue l'inutile rete di Song Chong-gug nel recupero.

#### Finale

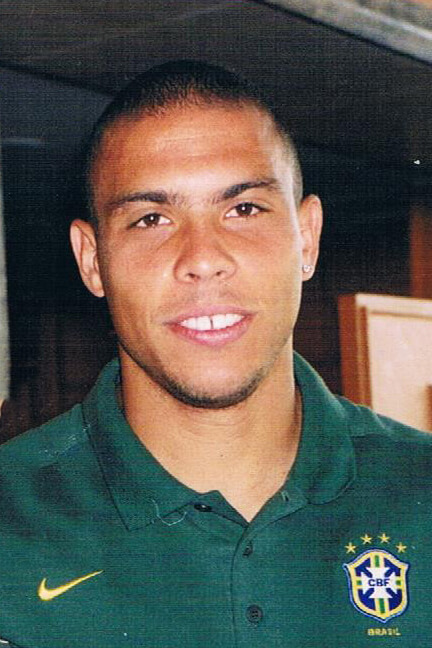
Il brasiliano Ronaldo, capocannoniere dell'edizione e autore della doppietta decisiva in finale

L'attesa finale di Yokohama mette di fronte le due squadre con il maggior numero di incontri disputati in una fase finale del mondiale; sono sette i titoli mondiali in bacheca, quattro per il Brasile e tre per la Germania. Nonostante il palmarès delle due squadre, si tratta in assoluto del primo incontro tra le due compagini nella storia del campionato del mondo. Völler deve fare a meno di Ballack, sostituito dall'esperto Jens Jeremies, centrale del Bayern Monaco votato più al contenimento e quindi privo della fantasia del numero 13 tedesco. È comunque la squadra europea a iniziare meglio nel primo tempo, rischiando soltanto nel finale con la traversa su punizione di Kléberson e un paio di occasioni per Ronaldo. Proprio Ronaldo, però, al 67' approfitta di un errore di Oliver Kahn, che si lascia sfuggire un tiro rasoterra di Rivaldo, ed è lesto a mettere in rete la palla vagante. A nulla servono gli ingressi di Oliver Bierhoff e di Gerald Asamoah, perché il Brasile segna ancora al 79' con una combinazione in velocità al limite dell'area conclusa con tiro secco di Ronaldo all'angolino. I brasiliani chiudono così i conti e vincono per la quinta volta la Coppa del mondo (record mondiale attuale). Ronaldo vince la classifica cannonieri con 8 reti, superando il primato del polacco Grzegorz Lato, che nel 1974 ne aveva segnate 7.
Il Brasile si laurea campione del mondo vincendo tutte le sette partite disputate, record per i campionati del mondo, e diventa quindi la quarta squadra ad aver realizzato una striscia ininterrotta di vittorie in un mondiale.
I verderoro, all'epoca unica squadra ad avere vinto un campionato mondiale fuori dal proprio continente (in Svezia nel 1958), diventano anche la prima a vincerlo in due continenti oltre il proprio; il primo dei due record è stato in seguito eguagliato dalla Spagna (vittoriosa nel 2010 in Sudafrica), dalla Germania (2014 proprio in Brasile) e dall'Argentina (vittoriosa nel 2022 in Qatar), mentre i sudamericani rimangono tuttora l'unica squadra ad avere vinto il campionato in tre continenti differenti.

## Risultati

### Fase a gironi

#### Gruppo A

##### Classifica
| Pos. | Squadra   | Pt | G | V | N | P | GF | GS | DR |
| ---- | --------- | -- | - | - | - | - | -- | -- | -- |
| 1.   | Danimarca | 7  | 3 | 2 | 1 | 0 | 5  | 2  | +3 |
| 2.   | Senegal   | 5  | 3 | 1 | 2 | 0 | 5  | 4  | +1 |
| 3.   | Uruguay   | 2  | 3 | 0 | 2 | 1 | 4  | 5  | -1 |
| 4.   | Francia   | 1  | 3 | 0 | 1 | 2 | 0  | 3  | -3 |

##### Incontri
| Arbitro: | Bujsaim |

|  |           |                |
|  | Marcatori | 30’ Bouba Diop |

| Arbitro: | Mane |

|               |           |                  |
| Rodríguez 47’ | Marcatori | 45’ 83’ Tomasson |

| Arbitro: | Batres |

|                     |           |          |
| Tomasson 16’ (rig.) | Marcatori | 52’ Diao |

| Pusan 6 giugno 2002, ore 20:30 UTC+9 | Francia    | 0 – 0 referto | Uruguay | Busan Asiad Stadium (38.289 spett.)\| Arbitro: \| Ramos Rizo \| |
| Arbitro:                             | Ramos Rizo |               |         |                                                                 |

| Arbitro: | Melo Pereira |

|                            |           |  |
| Rommedahl 22’ Tomasson 67’ | Marcatori |  |

| Arbitro: | Wegereef |

|                                      |           |                                          |
| Fadiga 20’ (rig.) Bouba Diop 26’ 38’ | Marcatori | 46’ Morales 69’ Forlán 88’ (rig.) Recoba |

#### Gruppo B

##### Classifica
| Pos. | Squadra   | Pt | G | V | N | P | GF | GS | DR |
| ---- | --------- | -- | - | - | - | - | -- | -- | -- |
| 1.   | Spagna    | 9  | 3 | 3 | 0 | 0 | 9  | 4  | +5 |
| 2.   | Paraguay  | 4  | 3 | 1 | 1 | 1 | 6  | 6  | 0  |
| 3.   | Sudafrica | 4  | 3 | 1 | 1 | 1 | 5  | 5  | 0  |
| 4.   | Slovenia  | 0  | 3 | 0 | 0 | 3 | 2  | 7  | -5 |

##### Incontri
| Arbitro: | Micheľ |

|                         |           |                                   |
| Santa Cruz 39’ Arce 55’ | Marcatori | 63’ T. Mokoena 90’ (rig.) Fortune |

| Arbitro: | Guezzaz |

|                                        |           |               |
| Raul 44’ Valerón 74’ Hierro 87’ (rig.) | Marcatori | 82’ Cimirotič |

| Arbitro: | Al-Ghandour |

|                                     |           |                  |
| Morientes 53’ 69’ Hierro 83’ (rig.) | Marcatori | 10’ (aut.) Puyol |

| Arbitro: | Sanchez |

|             |           |  |
| Nomvethe 4’ | Marcatori |  |

| Arbitro: | Mane |

|                         |           |                              |
| McCarthy 31’ Radebe 53’ | Marcatori | 4’ 56’ Raúl 45'+1'’ Mendieta |

| Arbitro: | Ramos Rizo |

|                 |           |                           |
| Ačimovič 45'+1’ | Marcatori | 65’ 84’ Cuevas 73’ Campos |

#### Gruppo C

##### Classifica
| Pos. | Squadra    | Pt | G | V | N | P | GF | GS | DR |
| ---- | ---------- | -- | - | - | - | - | -- | -- | -- |
| 1.   | Brasile    | 9  | 3 | 3 | 0 | 0 | 11 | 3  | +8 |
| 2.   | Turchia    | 4  | 3 | 1 | 1 | 1 | 5  | 3  | +2 |
| 3.   | Costa Rica | 4  | 3 | 1 | 1 | 1 | 5  | 6  | -1 |
| 4.   | Cina       | 0  | 3 | 0 | 0 | 3 | 0  | 9  | -9 |

##### Incontri
| Arbitro: | Kim |

|                                |           |                  |
| Ronaldo 50’ Rivaldo 87’ (rig.) | Marcatori | 45'+2’ Hasan Şaş |

| Arbitro: | Vassaras |

|  |           |                      |
|  | Marcatori | 61’ Gómez 65’ Wright |

| Arbitro: | Frisk |

|                                                                  |           |  |
| Roberto Carlos 15’ Rivaldo 32’ Ronaldinho 45’ (rig.) Ronaldo 55’ | Marcatori |  |

| Arbitro: | Codjia |

|           |           |                    |
| Parks 86’ | Marcatori | 56’ Emre Belözoğlu |

| Arbitro: | Al-Ghandour |

|                        |           |                                                     |
| Wanchope 39’ Gómez 56’ | Marcatori | 10’ 13’ Ronaldo 38’ Edmílson 62’ Rivaldo 64’ Junior |

| Arbitro: | Ruiz |

|                                         |           |  |
| Hasan Şaş 6’ Korkmaz 9’ Ümit Davala 85’ | Marcatori |  |

#### Gruppo D

##### Classifica
| Pos. | Squadra       | Pt | G | V | N | P | GF | GS | DR |
| ---- | ------------- | -- | - | - | - | - | -- | -- | -- |
| 1.   | Corea del Sud | 7  | 3 | 2 | 1 | 0 | 4  | 1  | +3 |
| 2.   | Stati Uniti   | 4  | 3 | 1 | 1 | 1 | 5  | 6  | -1 |
| 3.   | Portogallo    | 3  | 3 | 1 | 0 | 2 | 6  | 4  | +2 |
| 4.   | Polonia       | 3  | 3 | 1 | 0 | 2 | 3  | 7  | -4 |

##### Incontri
| Arbitro: | Ruiz |

|                                      |           |  |
| Hwang Sun-hong 26’ Yoo Sang-Chul 53’ | Marcatori |  |

| Arbitro: | Moreno |

|                                               |           |                           |
| O'Brien 4’ Jorge Costa 29’ (aut.) McBride 36’ | Marcatori | 39’ Beto 71’ (aut.) Agoos |

| Arbitro: | Meier |

|                   |           |            |
| Ahn Jung-hwan 78’ | Marcatori | 24’ Mathis |

| Arbitro: | Dallas |

|                                   |           |  |
| Pauleta 14’ 65’ 77’ Rui Costa 88’ | Marcatori |  |

| Arbitro: | Lu |

|                                               |           |             |
| Olisadebe 3’ Kryszałowicz 5’ Ma. Żewłakow 66’ | Marcatori | 83’ Donovan |

| Arbitro: | Sánchez |

|  |           |                  |
|  | Marcatori | 70’ Park Ji-sung |

#### Gruppo E

##### Classifica
| Pos. | Squadra        | Pt | G | V | N | P | GF | GS | DR  |
| ---- | -------------- | -- | - | - | - | - | -- | -- | --- |
| 1.   | Germania       | 7  | 3 | 2 | 1 | 0 | 11 | 1  | +10 |
| 2.   | Irlanda        | 5  | 3 | 1 | 2 | 0 | 5  | 2  | +3  |
| 3.   | Camerun        | 4  | 3 | 1 | 1 | 1 | 2  | 3  | -1  |
| 4.   | Arabia Saudita | 0  | 3 | 0 | 0 | 3 | 0  | 12 | -12 |

##### Incontri
| Arbitro: | Kamikawa |

|             |           |           |
| Holland 52’ | Marcatori | 39’ Mboma |

| Arbitro: | Aquino |

|                                                                                      |           |  |
| Klose 20’ 25’ 70’ Ballack 40’ Jancker 45'+1’ Linke 73’ Bierhoff 84’ Schneider 90'+2’ | Marcatori |  |

| Arbitro: | Nielsen |

|           |           |              |
| Klose 19’ | Marcatori | 90'+2’ Keane |

| Arbitro: | Hauge |

|           |           |  |
| Eto'o 66’ | Marcatori |  |

| Arbitro: | López Nieto |

|  |           |                    |
|  | Marcatori | 50’ Bode 79’ Klose |

| Arbitro: | Ndoye |

|  |           |                             |
|  | Marcatori | 7’ Keane 61’ Breen 87’ Duff |

#### Gruppo F

##### Classifica
| Pos. | Squadra     | Pt | G | V | N | P | GF | GS | DR |
| ---- | ----------- | -- | - | - | - | - | -- | -- | -- |
| 1.   | Svezia      | 5  | 3 | 1 | 2 | 0 | 4  | 3  | +1 |
| 2.   | Inghilterra | 5  | 3 | 1 | 2 | 0 | 2  | 1  | +1 |
| 3.   | Argentina   | 4  | 3 | 1 | 1 | 1 | 2  | 2  | 0  |
| 4.   | Nigeria     | 1  | 3 | 0 | 1 | 2 | 1  | 3  | -2 |

##### Incontri
| Arbitro: | Veissière |

|               |           |  |
| Batistuta 63’ | Marcatori |  |

| Arbitro: | Simon |

|              |           |                   |
| Campbell 24’ | Marcatori | 59’ Alexandersson |

| Arbitro: | Ortubé |

|                        |           |              |
| Larsson 35’ 63’ (rig.) | Marcatori | 27’ Aghahowa |

| Arbitro: | Collina |

|  |           |                    |
|  | Marcatori | 44’ (rig.) Beckham |

| Arbitro: | Bujsaim |

|                 |           |            |
| A. Svensson 59’ | Marcatori | 88’ Crespo |

| Osaka 12 giugno 2002, ore 15:30 UTC+9 | Nigeria | 0 – 0 referto | Inghilterra | Nagai Stadium (44.864 spett.)\| Arbitro: \| Hall \| |
| Arbitro:                              | Hall    |               |             |                                                     |

#### Gruppo G

##### Classifica
| Pos. | Squadra | Pt | G | V | N | P | GF | GS | DR |
| ---- | ------- | -- | - | - | - | - | -- | -- | -- |
| 1.   | Messico | 7  | 3 | 2 | 1 | 0 | 4  | 2  | +2 |
| 2.   | Italia  | 4  | 3 | 1 | 1 | 1 | 4  | 3  | +1 |
| 3.   | Croazia | 3  | 3 | 1 | 0 | 2 | 2  | 3  | -1 |
| 4.   | Ecuador | 3  | 3 | 1 | 0 | 2 | 2  | 4  | -2 |

##### Incontri
| Arbitro: | Lu |

|  |           |                   |
|  | Marcatori | 60’ (rig.) Blanco |

| Arbitro: | Hall |

|              |           |  |
| Vieri 7’ 27’ | Marcatori |  |

| Arbitro: | Poll |

|           |           |                     |
| Vieri 55’ | Marcatori | 73’ Olić 76’ Rapaić |

| Arbitro: | Daami |

|                          |           |            |
| Borgetti 28’ Torrado 57’ | Marcatori | 5’ Delgado |

| Arbitro: | Simon |

|              |           |               |
| Borgetti 34’ | Marcatori | 85’ Del Piero |

| Arbitro: | Mattus Vega |

|            |           |  |
| Méndez 48’ | Marcatori |  |

#### Gruppo H

##### Classifica
| Pos. | Squadra  | Pt | G | V | N | P | GF | GS | DR |
| ---- | -------- | -- | - | - | - | - | -- | -- | -- |
| 1.   | Giappone | 7  | 3 | 2 | 1 | 0 | 5  | 2  | +3 |
| 2.   | Belgio   | 5  | 3 | 1 | 2 | 0 | 6  | 5  | +1 |
| 3.   | Russia   | 3  | 3 | 1 | 0 | 2 | 4  | 4  | 0  |
| 4.   | Tunisia  | 1  | 3 | 0 | 1 | 2 | 1  | 5  | -4 |

##### Incontri
| Arbitro: | Mattus Vega |

|                        |           |                                |
| Suzuki 59’ Inamoto 67’ | Marcatori | 57’ Wilmots 75’ Van Der Heyden |

| Arbitro: | Prendergast |

|                             |           |  |
| Titov 59’ Karpin 64’ (rig.) | Marcatori |  |

| Arbitro: | Merk |

|             |           |  |
| Inamoto 51’ | Marcatori |  |

| Arbitro: | Shield |

|               |           |             |
| Bouzaiene 17’ | Marcatori | 13’ Wilmots |

| Arbitro: | Veissière |

|  |           |                             |
|  | Marcatori | 48’ Morishima 75’ H. Nakata |

| Arbitro: | Nielsen |

|                                |           |                           |
| Walem 7’ Sonck 78’ Wilmots 82’ | Marcatori | 52’ Besčastnych 88’ Syčёv |

### Fase a eliminazione diretta

#### Tabellone
|  | Ottavi di finale | Ottavi di finale   | Ottavi di finale    |                     |             | Quarti di finale | Quarti di finale | Quarti di finale |         |               | Semifinali    | Semifinali | Semifinali |                           |                           | Finale                    | Finale | Finale |  |
|  |                  |                    |                     |                     |             |                  |                  |                  |         |               |               |            |            |                           |                           |                           |        |        |  |
|  | 1E               | Germania           | 1                   |                     |             |                  |                  |                  |         |               |               |            |            |                           |                           |                           |        |        |  |
|  | 1E               | Germania           | 1                   |                     |             |                  |                  |                  |         |               |               |            |            |                           |                           |                           |        |        |  |
|  | 2B               | Paraguay           | 0                   |                     |             |                  |                  |                  |         |               |               |            |            |                           |                           |                           |        |        |  |
|  | 2B               | Paraguay           | 0                   |                     | Germania    | Germania         | 1                |                  |         |               |               |            |            |                           |                           |                           |        |        |  |
|  |                  |                    |                     |                     | Germania    | Germania         | 1                |                  |         |               |               |            |            |                           |                           |                           |        |        |  |
|  |                  |                    | Stati Uniti         | Stati Uniti         | 0           |                  |                  |                  |         |               |               |            |            |                           |                           |                           |        |        |  |
|  | 1G               | Messico            | Stati Uniti         | Stati Uniti         | 0           | 0                |                  |                  |         |               |               |            |            |                           |                           |                           |        |        |  |
|  | 1G               | Messico            |                     |                     |             |                  |                  |                  |         |               |               |            |            |                           |                           |                           |        |        |  |
|  | 2D               | Stati Uniti        | 2                   |                     |             |                  |                  |                  |         |               |               |            |            |                           |                           |                           |        |        |  |
|  | 2D               | Stati Uniti        | 2                   |                     | Germania    | Germania         | 1                |                  |         |               |               |            |            |                           |                           |                           |        |        |  |
|  |                  |                    |                     |                     |             |                  |                  |                  |         |               |               |            |            |                           |                           |                           |        |        |  |
|  |                  |                    | Corea del Sud       | Corea del Sud       | 0           |                  |                  |                  |         |               |               |            |            |                           |                           |                           |        |        |  |
|  | 1B               | Spagna (dtr)       | Corea del Sud       | Corea del Sud       | 0           | 1 (3)            |                  |                  |         |               |               |            |            |                           |                           |                           |        |        |  |
|  | 1B               | Spagna (dtr)       |                     |                     |             |                  |                  |                  |         |               |               |            |            |                           |                           |                           |        |        |  |
|  | 2E               | Irlanda            | 1 (2)               |                     |             |                  |                  |                  |         |               |               |            |            |                           |                           |                           |        |        |  |
|  | 2E               | Irlanda            | 1 (2)               |                     | Spagna      | Spagna           | 0 (3)            |                  |         |               |               |            |            |                           |                           |                           |        |        |  |
|  |                  |                    |                     |                     | Spagna      | Spagna           | 0 (3)            |                  |         |               |               |            |            |                           |                           |                           |        |        |  |
|  |                  |                    | Corea del Sud (dtr) | Corea del Sud (dtr) | 0 (5)       |                  |                  |                  |         |               |               |            |            |                           |                           |                           |        |        |  |
|  | 1D               | Corea del Sud (gg) | Corea del Sud (dtr) | Corea del Sud (dtr) | 0 (5)       | 2                |                  |                  |         |               |               |            |            |                           |                           |                           |        |        |  |
|  | 1D               | Corea del Sud (gg) |                     |                     |             |                  |                  |                  |         |               |               |            |            |                           |                           |                           |        |        |  |
|  | 2G               | Italia             | 1                   |                     |             |                  |                  |                  |         |               |               |            |            |                           |                           |                           |        |        |  |
|  | 2G               | Italia             | 1                   |                     | Germania    | Germania         | 0                |                  |         |               |               |            |            |                           |                           |                           |        |        |  |
|  |                  |                    |                     |                     |             |                  |                  |                  |         |               |               |            |            |                           |                           |                           |        |        |  |
|  |                  |                    | Brasile             | Brasile             | 2           |                  |                  |                  |         |               |               |            |            |                           |                           |                           |        |        |  |
|  | 1A               | Danimarca          | Brasile             | Brasile             | 2           | 0                |                  |                  |         |               |               |            |            |                           |                           |                           |        |        |  |
|  | 1A               | Danimarca          |                     |                     |             | 0                |                  |                  |         |               |               |            |            |                           |                           |                           |        |        |  |
|  | 2F               | Inghilterra        | 3                   |                     |             |                  |                  |                  |         |               |               |            |            |                           |                           |                           |        |        |  |
|  | 2F               | Inghilterra        | 3                   |                     | Inghilterra | Inghilterra      | 1                |                  |         |               |               |            |            |                           |                           |                           |        |        |  |
|  |                  |                    |                     |                     | Inghilterra | Inghilterra      | 1                |                  |         |               |               |            |            |                           |                           |                           |        |        |  |
|  |                  |                    | Brasile             | Brasile             | 2           |                  |                  |                  |         |               |               |            |            |                           |                           |                           |        |        |  |
|  | 1C               | Brasile            | Brasile             | Brasile             | 2           | 2                |                  |                  |         |               |               |            |            |                           |                           |                           |        |        |  |
|  | 1C               | Brasile            |                     |                     |             |                  |                  |                  |         |               |               |            |            |                           |                           |                           |        |        |  |
|  | 2H               | Belgio             | 0                   |                     |             |                  |                  |                  |         |               |               |            |            |                           |                           |                           |        |        |  |
|  | 2H               | Belgio             | 0                   |                     | Brasile     | Brasile          | 1                |                  |         |               |               |            |            |                           |                           |                           |        |        |  |
|  |                  |                    |                     |                     |             |                  |                  |                  |         |               |               |            |            |                           |                           |                           |        |        |  |
|  |                  |                    | Turchia             | Turchia             | 0           |                  |                  |                  |         |               |               |            |            |                           |                           |                           |        |        |  |
|  | 1F               | Svezia             | Turchia             | Turchia             | 0           | 1                |                  |                  |         |               |               |            |            | Finale per il terzo posto | Finale per il terzo posto | Finale per il terzo posto |        |        |  |
|  | 1F               | Svezia             |                     |                     |             |                  |                  |                  |         |               |               |            |            |                           |                           |                           |        |        |  |
|  | 2A               | Senegal (gg)       | 2                   |                     |             |                  |                  |                  |         |               |               |            |            |                           |                           |                           |        |        |  |
|  | 2A               | Senegal (gg)       | 2                   |                     | Senegal     | Senegal          | 0                |                  |         | Corea del Sud | Corea del Sud | 2          |            |                           |                           |                           |        |        |  |
|  |                  |                    |                     |                     | Senegal     | Senegal          | 0                |                  |         | Corea del Sud | Corea del Sud | 2          |            |                           |                           |                           |        |        |  |
|  |                  |                    | Turchia (gg)        | Turchia (gg)        | 1           |                  |                  | Turchia          | Turchia | 3             |               |            |            |                           |                           |                           |        |        |  |
|  | 1H               | Giappone           | Turchia (gg)        | Turchia (gg)        | 1           | 0                |                  | Turchia          | Turchia | 3             |               |            |            |                           |                           |                           |        |        |  |
|  | 1H               | Giappone           |                     |                     |             |                  |                  |                  |         |               |               |            |            |                           |                           |                           |        |        |  |
|  | 2C               | Turchia            | 1                   |                     |             |                  |                  |                  |         |               |               |            |            |                           |                           |                           |        |        |  |

#### Ottavi di finale
| Arbitro: | Carlos Batres |

|              |           |  |
| Neuville 88’ | Marcatori |  |

| Arbitro: | Markus Merk |

|  |           |                                  |
|  | Marcatori | 5’ Ferdinand 22’ Owen 44’ Heskey |

| Arbitro: | Aquino |

|             |           |                      |
| Larsson 11’ | Marcatori | 37’ 104’ (gg) Camara |

| Arbitro: | Anders Frisk |

|                                         |                      |                                       |
| Morientes 8’                            | Marcatori            | 90’ (rig.) Keane                      |
| Hierro Baraja Juanfran Valerón Mendieta | Tiri di rigore 3 – 2 | Keane Holland Connolly Kilbane Finnan |

| Arbitro: | Vítor Melo Pereira |

|  |           |                        |
|  | Marcatori | 8’ McBride 65’ Donovan |

| Arbitro: | Peter Prendergast |

|                         |           |  |
| Rivaldo 67’ Ronaldo 87’ | Marcatori |  |

| Arbitro: | Pierluigi Collina |

|  |           |                 |
|  | Marcatori | 12’ Ümit Davala |

| Arbitro: | Byron Moreno |

|                                           |           |           |
| Seol Ki-hyeon 88’ Ahn Jung-hwan 117’ (gg) | Marcatori | 18’ Vieri |

#### Quarti di finale
| Arbitro: | Felipe Ramos Rizo |

|          |           |                            |
| Owen 23’ | Marcatori | 45’ Rivaldo 50’ Ronaldinho |

| Arbitro: | Hugh Dallas |

|             |           |  |
| Ballack 39’ | Marcatori |  |

| Arbitro: | Gamal Al-Ghandour |

|                            |                      |                                                                       |
| Hierro Baraja Xavi Joaquín | Tiri di rigore 3 – 5 | Hwang Sun-hong Park Ji-sung Seol Ki-hyeon Ahn Jung-hwan Hong Myung-bo |

| Arbitro: | Óscar Ruiz |

|  |           |                       |
|  | Marcatori | 94’ (gg) İlhan Mansız |

#### Semifinali
| Arbitro: | Urs Meier |

|             |           |  |
| Ballack 75’ | Marcatori |  |

| Arbitro: | Kim Milton Nielsen |

|             |           |  |
| Ronaldo 49’ | Marcatori |  |

#### Finale per il terzo posto
| Arbitro: | Mane |

|                                      |           |                          |
| Lee Eul-yong 9’ Song Chong-gug 90+3’ | Marcatori | 1’ Şükür 13’, 32’ Mansız |

#### Finale
| Arbitro: | Pierluigi Collina |

|  |           |                  |
|  | Marcatori | 67’, 79’ Ronaldo |

| Germania | Brasile |

| Germania (3-4-1-2) |    |                     |    |     |
|                    |    |                     |    |     |
| P                  | 1  | Oliver Kahn         |    |     |
| D                  | 2  | Thomas Linke        |    |     |
| D                  | 5  | Carsten Ramelow     |    |     |
| D                  | 21 | Christoph Metzelder |    |     |
| C                  | 22 | Torsten Frings      |    |     |
| C                  | 8  | Dietmar Hamann      |    |     |
| C                  | 16 | Jens Jeremies       |    | 77’ |
| C                  | 15 | Marco Bode          |    | 84’ |
| C                  | 19 | Bernd Schneider     |    |     |
| A                  | 11 | Miroslav Klose      | 9’ | 74’ |
| A                  | 7  | Oliver Neuville     |    |     |
| Sostituzioni:      |    |                     |    |     |
| A                  | 20 | Oliver Bierhoff     |    | 74’ |
| A                  | 14 | Gerald Asamoah      |    | 77’ |
| C                  | 6  | Christian Ziege     |    | 84’ |
| CT:                |    |                     |    |     |
| Rudi Völler        |    |                     |    |     |

| Brasile (3-4-1-2)   |    |                  |    |     |
|                     |    |                  |    |     |
| P                   | 1  | Marcos           |    |     |
| D                   | 3  | Lúcio            |    |     |
| D                   | 5  | Edmílson         |    |     |
| D                   | 4  | Roque Júnior     | 6’ |     |
| C                   | 2  | Cafu             |    |     |
| C                   | 8  | Gilberto Silva   |    |     |
| C                   | 15 | Kléberson        |    |     |
| C                   | 6  | Roberto Carlos   |    |     |
| C                   | 11 | Ronaldinho       |    | 85’ |
| A                   | 10 | Rivaldo          |    |     |
| A                   | 9  | Ronaldo          |    | 90’ |
| Sostituzioni:       |    |                  |    |     |
| C                   | 19 | Juninho Paulista |    | 85’ |
| C                   | 17 | Denílson         |    | 90’ |
| CT:                 |    |                  |    |     |
| Luiz Felipe Scolari |    |                  |    |     |

## Statistiche

### Classifica marcatori
8 reti
- Ronaldo

5 reti
- Rivaldo (1 rig.)
- Miroslav Klose

4 reti
- Jon Dahl Tomasson (1 rig.)
- Christian Vieri

3 reti
- Marc Wilmots
- Michael Ballack
- Robbie Keane (1 rig.)
- Pauleta
- Papa Bouba Diop
- Fernando Morientes
- Raúl
- Henrik Larsson (1 rig.)
- İlhan Mansız

2 reti
- Ronaldinho (1 rig.)
- Ahn Jung-hwan
- Rónald Gómez
- Junichi Inamoto
- Michael Owen
- Jared Borgetti
- Nelson Cuevas
- Henri Camara
- Fernando Hierro (2 rig.)
- Landon Donovan
- Brian McBride
- Hasan Şaş
- Ümit Davala

1 rete
- Gabriel Batistuta
- Hernán Crespo
- Wesley Sonck
- Peter Van Der Heyden
- Johan Walem
- Edmílson
- Júnior
- Roberto Carlos
- Samuel Eto'o
- Patrick Mboma
- Hwang Sun-hong
- Lee Eul-yong
- Park Ji-sung
- Seol Ki-hyeon
- Song Chong-gug
- Yoo Sang-chul
- Winston Parks
- Paulo Wanchope
- Mauricio Wright
- Ivica Olić
- Milan Rapaić
- Dennis Rommedahl
- Agustín Delgado
- Édison Méndez
- Oliver Bierhoff
- Marco Bode
- Carsten Jancker
- Thomas Linke
- Oliver Neuville
- Bernd Schneider
- Hiroaki Morishima
- Hidetoshi Nakata
- Takayuki Suzuki
- David Beckham (1 rig.)
- Sol Campbell
- Rio Ferdinand
- Emile Heskey
- Gary Breen
- Damien Duff
- Matt Holland
- Alessandro Del Piero
- Cuauhtémoc Blanco (1 rig.)
- Gerardo Torrado
- Julius Aghahowa
- Francisco Arce
- Jorge Luis Campos
- Roque Santa Cruz
- Paweł Kryszałowicz
- Emmanuel Olisadebe
- Marcin Żewłakow
- Beto
- Manuel Rui Costa
- Vladimir Besčastnych
- Valerij Karpin (1 rig.)
- Dmitrij Syčëv
- Egor Titov
- Salif Diao
- Khalilou Fadiga (1 rig.)
- Milenko Ačimovič
- Sebastjan Cimirotič
- Gaizka Mendieta
- Juan Carlos Valerón
- Clint Mathis
- John O'Brien
- Quinton Fortune (1 rig.)
- Benni McCarthy
- Teboho Mokoena
- Siyabonga Nomvethe
- Lucas Radebe
- Niclas Alexandersson
- Anders Svensson
- Raouf Bouzaiene
- Bülent Korkmaz
- Emre Belözoğlu
- Hakan Şükür
- Diego Forlán
- Richard Morales
- Álvaro Recoba (1 rig.)
- Darío Rodríguez

Autoreti
- Jorge Costa (1, pro  Stati Uniti)
- Carles Puyol (1, pro  Paraguay)
- Jeff Agoos (1, pro  Portogallo)

### Record
- Gol più veloce: Hakan Şükür (Corea del Sud-Turchia, finale 3º posto, 30 giugno, 1º minuto)
- Gol più tardivo: Ahn Jung-hwan (Corea del Sud-Italia, ottavi di finale, 18 giugno, 117º minuto)
- Primo gol: Papa Bouba Diop (Francia-Senegal, partita inaugurale, 31 maggio, 30º minuto)
- Ultimo gol: Ronaldo (Germania-Brasile, finale 1º posto, 30 giugno, 79º minuto)
- Miglior attacco: Brasile (18 reti segnate)
- Peggior attacco: Arabia Saudita , Cina e Francia (0 reti segnate)
- Miglior difesa: Argentina (2 reti subite)
- Peggior difesa: Arabia Saudita (12 reti subite)
- Miglior differenza reti: Germania (+10)
- Partita con il maggior numero di gol: Germania-Arabia Saudita 8-0 (fase a gironi, 1º giugno, 8 gol)
- Partita con il maggior scarto di gol: Germania-Arabia Saudita 8-0 (fase a gironi, 1º giugno, 8 gol di scarto)

## Premi
| [ 53 ]  | Miglior marcatore (Scarpa d'oro) | Miglior giocatore (Pallone d'oro) | Premio Yashin | Miglior giovane | Premio FIFA Fair Play |
| ------- | -------------------------------- | --------------------------------- | ------------- | --------------- | --------------------- |
| Oro     | Ronaldo (8)                      | Oliver Kahn                       | Oliver Kahn   | Landon Donovan  | Belgio                |
| Argento | Non assegnato                    | Ronaldo                           | Non assegnato | Non assegnato   | Non assegnato         |
| Bronzo  | Non assegnato                    | Hong Myung-bo                     | Non assegnato | Non assegnato   | Non assegnato         |

### All-Star Team[54]
| Portieri                 | Difensori                                                              | Centrocampisti                                                 | Attaccanti                                      |
| ------------------------ | ---------------------------------------------------------------------- | -------------------------------------------------------------- | ----------------------------------------------- |
| Oliver Kahn Rüştü Reçber | Roberto Carlos Sol Campbell Fernando Hierro Hong Myung-bo Alpay Özalan | Rivaldo Ronaldinho Michael Ballack Claudio Reyna Yoo Sang-chul | Ronaldo Miroslav Klose El Hadji Diouf Hasan Şaş |

## Arbitri
UEFA
- Vítor Melo Pereira
- Jan Wegereef
- Ľuboš Micheľ
- Kyros Vassaras
- Anders Frisk
- Urs Meier
- Hugh Dallas
- Kim Milton Nielsen
- Terje Hauge
- Antonio López Nieto
- Gilles Veissière
- Pierluigi Collina
- Graham Poll
- Markus Merk

CONMEBOL
- Ángel Sánchez
- Óscar Ruiz
- Byron Moreno
- Ubaldo Aquino
- Carlos Simon
- René Ortubé

CONCACAF
- Felipe Ramos Rizo
- Carlos Batres
- Brian Hall
- William Mattus Vega
- Peter Prendergast

CAF
- Mohammed Guezzaz
- Gamal Al-Ghandour
- Coffi Codjia
- Mourad Doami
- Falla Ndoye

AFC
- Ali Bujsaim
- Saad Mane
- Young Joo Kim
- Jun Lu
- Tōru Kamikawa

OFC
- Mark Shield